# Padriew City FC
Der Padriew City Football Club (thailändisch สโมสรฟุตบอลแปดริ้ว ซิตี้) ist ein thailändischer Fußballverein aus der Provinz Chachoengsao. Der Verein spielt ab der Saison 2024/25 in der Eastern Region der dritten Liga.

## Geschichte
Der Verein wurde 2021 gegründet. 2022 spielte der Verein in der Eastern Region der vierten Liga, der Thailand Amateur League. Am Ende der Saison qualifizierte man sich für die neugeschaffene Thailand Semi-Pro League. Hier trat man ebenfalls in der Eastern Region an. Am Ende der Saison 2024 feierte man die Meisterschaft der Region sowie den Aufstieg in die dritte Liga.

## Erfolge
- Thailand Semi-Pro League – East: 2024  ▲

## Stadion
Der Verein trägt seine Heimspiele im Chachoengsao Provincial Central Stadium, auch als Subin Pimpayachan Stadium bekannt, in Chachoengsao aus. Das Stadion hat ein Fassungsvermögen von 3000 Personen. Eigentümer der Sportanlage ist die Provinz Chachoengsao.

## Saisonplatzierung
| Saison  | Liga                            | Liga  | Liga   | Liga | Liga | Liga | Liga  | Liga   | Liga     | Pokal    | Pokal           | Pokal        |
| Saison  | Liga                            | Level | Spiele | S    | U    | N    | Tore  | Punkte | Position | FA Cup   | League Cup      | T3 Cup       |
| ------- | ------------------------------- | ----- | ------ | ---- | ---- | ---- | ----- | ------ | -------- | -------- | --------------- | ------------ |
| 2022    | Thailand Amateur League – East  | 4     | 5      | 3    | 1    | 1    | 13:5  | 10     | 2. ▲     | –        | –               |              |
| 2023    | Thailand Semi-Pro League – East | 4     | 6      | 4    | 0    | 2    | 12:6  | 12     | 3.       | –        | –               |              |
| 2024    | Thailand Semi-Pro League – East | 4     | 7      | 5    | 2    | 0    | 14:7  | 17     | 1. ▲     | –        | –               |              |
| 2024/25 | Thai League 3 – East            | 3     | 22     | 7    | 5    | 10   | 26:30 | 26     | 8.       | 1. Runde | Play-off-Spiele | Gruppenphase |

## Aktueller Kader
Stand: 1. Februar 2025
| Nr. |          | Position | Name                   |
| --- | -------- | -------- | ---------------------- |
| 2   | Thailand | AB       | Weerachai Paencokesung |
| 3   | Thailand | AB       | Khamron Phanchaem      |
| 4   | Thailand | MF       | Tiwa Sangsomboon       |
| 5   | Thailand | MF       | Phanupong Aemphiphat   |
| 6   | Thailand | MF       | Kiattisak Srikum       |
| 7   | Thailand | ST       | Natapon Srisawat       |
| 9   | Thailand | MF       | Aphiwat Charoenlai     |
| 10  | Thailand | MF       | Atip Wattana           |
| 11  | Thailand | AB       | Jeera Laohachinda      |
| 12  | Thailand | MF       | Phuriphat Kopak        |
| 14  | Thailand | MF       | Korrakoch Pungpibul    |
| 15  | Thailand | MF       | Kiattisak Chomchoed    |
| 16  | Thailand | AB       | Eakachi Saengprasert   |
| 18  | Thailand | TW       | Kritwara Poonpokphol   |
| 19  | Nigeria  | ST       | Jeremiah Kegbe         |

| Nr. |           | Position | Name                  |
| --- | --------- | -------- | --------------------- |
| 20  | Korea Sud | AB       | Um Dabin              |
| 21  | Thailand  | AB       | Pongpat Jangsawang    |
| 29  | Thailand  | MF       | Peeranat Wanla        |
| 31  | Thailand  | AB       | Nakarin Madbhmrung    |
| 33  | Thailand  | AB       | Woraphol Phona        |
| 34  | Thailand  | MF       | Patsawee Oopachai     |
| 36  | Thailand  | TW       | Keerati Yoosuk        |
| 37  | Thailand  | MF       | Patiroop Sunjonlord   |
| 38  | Thailand  | TW       | Nattawoot Saengdara   |
| 39  | Thailand  | AB       | Kongpon Ployprapai    |
| 44  | Thailand  | ST       | Jirayut Saenpha       |
| 47  | Thailand  | ST       | Sarayut Pongphaew     |
| 66  | Korea Sud | MF       | Kim Min-kap           |
| 98  | Thailand  | TW       | Ammarin Sukcharoenkul |
| 99  | Thailand  | TW       | Achan Kaewpetch       |